# Nericonia mindoroensis
Nericonia mindoroensis là một loài bọ cánh cứng trong họ Cerambycidae.